# Nannoniscus arcticus
Nannoniscus arcticus là một loài chân đều trong họ Nannoniscidae. Loài này được Hansen miêu tả khoa học năm 1916.